# ISimangaliso Wetland Park
O complexo que forma o iSimangaliso Wetland Park, em português Parque da zona húmida  (português europeu) ou úmida  (português brasileiro) de iSimangaliso (antes de 1 de novembro de 2007, "Greater St. Lucia Wetland Park", em português: "Parque da zona do estuário de Santa Lúcia"), declarado Património Mundial pela UNESCO em 1999, é formado por 13 áreas protegidas contíguas, cobrindo uma área total de 234 566 hectares. É o maior complexo estuarino de África, localizado no norte da província de KwaZulu-Natal (África do Sul), perto da fronteira sul de Moçambique.
Na costa do oceano Índico podem encontrar-se os recifes de coral mais a sul de todo o continente, para além de canhões submarinos e, nas praias podem observar-se grandes números de aves e tartarugas em nidação e, ao largo, as migrações de baleias, golfinhos e tubarões-baleia. Em termos de aves, este complexo tem uma biodiversidade excepcional, tendo sido registadas cerca de 520 espécies.
A parte terrestre inclui uma grande diversidade de ecossistemas, incluindo terras húmidas, lagos, floresta, pradaria, savana e um cordão de dunas que o separam da costa. Este complexo sistema é muito influenciado por cheias e ciclones frequentes que, não só vão mudando a sua estrutura ao longo dos anos, mas também, a curto prazo, modificam a salinidade de muitas das lagoas costeiras.